# مطار الأبرق الدولي

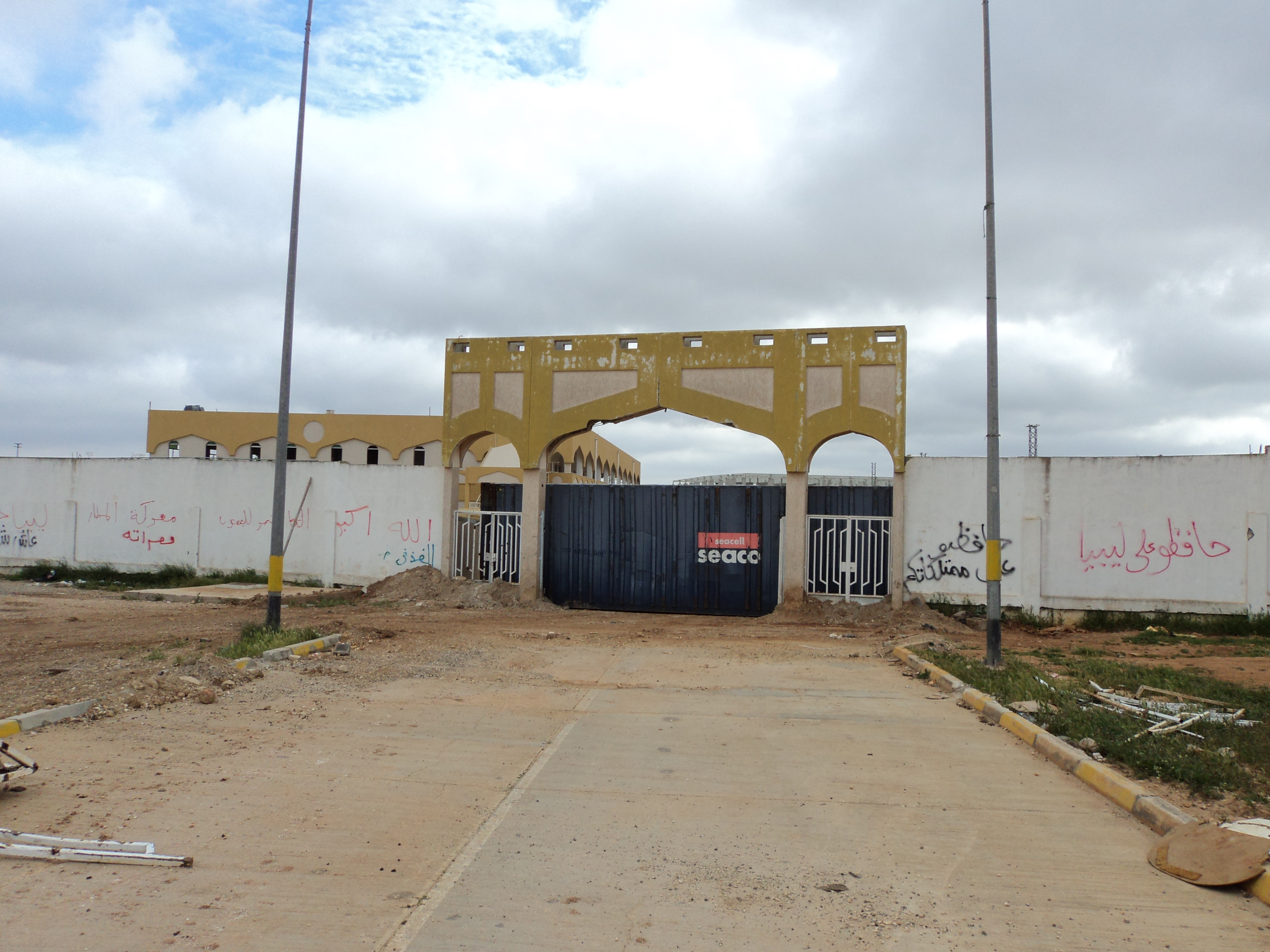
بوابة المطار بعد الاشتباكات بين الثوار وكتائب القذافي

مطار الأبرق الدولي  (إياتا: LAQ، إيكاو: HLLQ) هو مطار دولي يقع في الأبرق على بعد 18 كم شرق مدينة البيضاء على الدائرة العرضية 27 َ-21 ْ شمالاً عند تقاطعها مع خـط طول 74 َ-22 ْ شرقاً وارتفاع 650 م فوق سطح البحر.

## التاريخ
أنشى هذا المطار في عام 1967 بقيمة إجمالية 1,000,000 جنيه ليبي من قبل مجموعة بيتون الوطنية السورية ومدير المشروع شركة النهضة المعمارية ، وبعد الانقلاب العسكري توقف المطار ليعود في عام 1986 كمطار عسكري مدني مشترك، ولم يتم تحويله فعليلاً إلى مطار مدني (داخلي) إلا في العام 1996، وفي عام 23 أبريل من عام 2012 بعد ثورة 17 فبراير أكدت وزارة المواصلات والنقل في الحكومة الانتقالية الليبية أنه ابتداء من الأول من شهر مايو من عام 2012 سوف تسيير رحلتين من الأبرق إلى تونس العاصمة مباشرة، ليصبح مطاراً دولياً.
شهدَ المطار قبل الصراع الليبي بين الثوار والقذافي وصل قوات خاصة وصلت إلى مطار الأبرق وتجمعت تحت إمرة ضابط كبير مقرب من القذافي بمعسكر لملودة للتدخل في حال حدوث أية أعمال شغب أو عنف تطال منشآت الدولة أو أحد أفرادها، بعد أن شهدت مدينة البيضاء احتجاجات عارمة على السكن في 16 فبراير عام 2011.
وبعد اندلاع الصراع الليبي بين الثوار والقذافي شهد معركة، وفي آخر الأمر تمكن الثوار من السيطرة عليه في 18 فبراير 2011، وتمكنوا أيضاً من الاستيلاء على بعض الطائرات التي حطَّت فيه، وتدمير مهابط المطار. ولاحقاً في 21 فبراير من العام نفسه هاجمت كتائب القذافي المطار لانتزاعه من أيدي الثوار، لكنهم نجحوا في إسقاط طائرة عمودية وقاموا بتشكيل لجان شعبيَّة لحمايته، وظلَّ بذلك المطار وكافة مدينة البيضاء في أيدي الثوار حتى سُقوط نظام العقيد معمر القذافي.
في أكتوبر 2017 أعلنت شركة الخطوط الجوية الليبية عن إيقاف جميع عمليتها بمطار الأبرق الدولي لأسباب تتعلق بالأمن والسلامة.

## خطوط وشركات الطيران
ابتداءاً من أكتوبر 2017:
| الشركات                 | الوجهات                                                  |
| ----------------------- | -------------------------------------------------------- |
| طيران البراق            | طرابلس                                                   |
| الخطوط الجوية الأفريقية | طرابلس، الزنتان، الكفرة، تونس، الإسكندرية، عمان، اسطنبول |

## وصلات خارجية
- صحيفة قورينا